# Ernst Schiffmann
Ernst Schiffmann (* 8. Mai 1901 in München; † 1980 in Herrsching am Ammersee) war ein deutscher Komponist.

## Leben und Werk
Ernst Schiffmann studierte an der Akademie der Tonkunst sowie an der Universität in München. Nach seinem Studium zog er nach Herrsching am Ammersee, wo er vornehmlich als Komponist wirkte. Etliche seine Werken wurden in den frühen 1930er Jahren von den Münchner Philharmonikern uraufgeführt.
Ernst Schiffmann komponierte rund 100 Werke, darunter die Oper Wera, ein Violin- und ein Klavierkonzert sowie mehrere Streichquartette.